# Vescours

Vescours este o comună în departamentul Ain din estul Franței.